# Johanna von England (1165–1199)

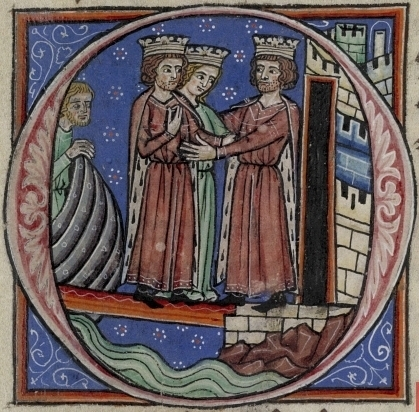
Richard Löwenherz und Johanna treffen auf König Philipp II. August von Frankreich (Miniatur aus dem 13. Jahrhundert)

Johanna von England, auch Johanna Plantagenet (englisch Joan of England, französisch Jeanne d’Angleterre; * Oktober 1165 in Angers; † 4. September 1199 in Fontevraud-l’Abbaye), war eine englische Prinzessin aus dem Haus Plantagenet und durch ihre Ehen Königin von Sizilien und Gräfin von Toulouse.
Sie war eine Tochter des englischen Königs Heinrich II. Plantagenet und der Herzogin Eleonore von Aquitanien. Zu ihren Voll- und Halbgeschwistern gehörten unter anderem die englischen Könige Richard I. Löwenherz und Johann Ohneland sowie die französische Prinzessin Maria von Champagne.

## Leben

### Königin von Sizilien
Johanna wurde in der Burg von Angers im Anjou geboren, dem Stammland ihrer Familie, und verbrachte ihre Kinderjahre an den Höfen ihrer Mutter in Winchester und Poitiers. Im Jahr 1176 richtete der sizilianische König Wilhelm II. über eine Gesandtschaft eine Bitte an ihren Vater für eine Ehe mit einer seiner Töchter. Die Verlobung wurde am 20. Mai des Jahres verkündet und am 27. August verließ Johanna, eskortiert vom Bischof von Norwich und ihrem Onkel Hamelin de Warenne, ihre Heimat. Im südfranzösischen Saint-Gilles wurde sie von einer Abordnung ihres Verlobten in Empfang genommen und in das Königreich Sizilien geleitet. Am 13. Februar 1177 fand die Heirat und Krönung der elfjährigen Johanna in der Kathedrale von Monreale bei Palermo statt.
Die Ehe blieb bis zum Tod ihres Mannes 1189 kinderlos, weshalb die Nachfolgefrage in Sizilien mehrere Probleme aufwarf. Den Thron bestieg mit der Unterstützung der normannischen Barone der Graf Tankred von Lecce, welcher ein illegitimer Enkel König Rogers II. war. Allerdings erhob auch der römisch-deutsche Kaiser Heinrich VI. im Namen seiner Ehefrau Konstanze von Sizilien, die eine Tochter König Rogers II. war, Anspruch auf den Thron. Dies führte Sizilien in eine langandauernde kriegerische Auseinandersetzung mit dem Kaiser. Von König Tankred wurde Johanna wie eine Gefangene behandelt und im Palast von Palermo eingesperrt.

### Dritter Kreuzzug

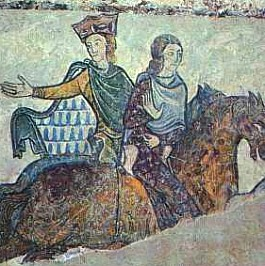
Johanna (rechts) und ihre Mutter Eleonore von Aquitanien (links) dargestellt in einer mittelalterlichen Wandmalerei in der Kapelle Sainte-Radegonde von Chinon.

Im September 1190 erreichten König Philipp II. von Frankreich und Richard Löwenherz auf ihrem Weg nach Palästina das Königreich Sizilien. Richard geriet wegen der Behandlung seiner Schwester sofort mit König Tankred in Konflikt und nötigte diesen, Johanna freizulassen. Als Tankred aber die Auszahlung ihres Wittums verweigerte, erstürmte Richard mit seinen Kreuzrittern am 4. Oktober die Hafenstadt Messina, was Tankred zum Einlenken zwang. Während der Überwinterung des Kreuzfahrerheeres in Unteritalien gelangte Richard mit Tankred zu einem friedlichen Einvernehmen und sogar zu einem gemeinsamen Bündnis gegen den Kaiser. Johanna sah ihre Mutter wieder, als diese mit der von ihr nach Süditalien eskortierten Verlobten Richards, Berengaria von Navarra, am 30. März 1191 in Messina eintraf.
Johanna entschied sich zur Teilnahme am Kreuzzug ihres Bruders und reiste zusammen mit Berengaria auf einem Schiff über das Mittelmeer. Dabei wurden sie allerdings in einem Sturm von der Hauptflotte abgedrängt und erreichten als erste im April 1191 die zypriotische Hafenstadt Limassol. Der byzantinische Herrscher Zyperns, der selbsternannte Kaiser Isaak Komnenos, beabsichtigte die zwei Frauen gefangen zu nehmen, aber Richard Löwenherz erreichte rechtzeitig die Insel und eroberte Limassol, wo Richard und Berengaria am 12. Mai 1191 heirateten. Kurz darauf konnte der englische König ganz Zypern erobern; Isaak Komnenos musste sich ergeben. Nach der Eroberung von Akkon zogen Johanna und ihre Schwägerin in diese Stadt um, wo sie sich im weiteren Verlauf des Kreuzzuges aufhielten. Einem später verfassten Bericht des Bar Hebræus zufolge habe Saladin im Oktober 1191 bei Richard zum Zweck eines gemeinsamen Friedens um eine Ehe zwischen Johanna und seinem Bruder al-Adil Abu Bakr (von den Christen „Saphadin“ genannt) ersucht, dem Paar sollte dabei die Herrschaft über Jerusalem zugesprochen werden. Dieses Vorhaben sei aber letztlich an der Weigerung al-Adils gescheitert, den geforderten Übertritt zum christlichen Glauben zu begehen. Um die Jahreswende 1191/92 reisten Johanna und Berengaria nach Frankreich zurück.

### Gräfin von Toulouse
Von ihrem Bruder Richard wurde Johanna 1196 mit dem Grafen Raimund VI. von Toulouse verlobt, die Ehe wurde im Oktober des Jahres in Rouen geschlossen. Sie sollte vor allem dem Frieden zwischen Richard und dem Grafen dienen, der ihn zuvor noch bekämpft hatte. Als Mitgift wurden Johanna dabei die Provinzen Agenois und Quercy beigegeben; im Juli 1197 gebar sie ihr einziges überlebendes Kind, den zukünftigen Grafen Raimund VII. von Toulouse.
Johannas Ehe verlief alles andere als harmonisch, am Hof von Toulouse begegnete man ihr mit Ablehnung aufgrund der generationenlangen Rivalität zwischen dem Adel des Toulousain und ihren aquitanisch-angevinischen Vorfahren. Als sie 1199 erneut schwanger war, wurde sie angesichts einer Revolte mehrerer Burgherren von ihrem Mann im Stich gelassen. Während sie eine Belagerung der Burg Les Cassès leitete, wurde sie von ihren Anhängern verraten und floh darauf nach Aquitanien, um bei ihrem Bruder um Hilfe zu ersuchen. Richard Löwenherz aber befand sich zu diesem Zeitpunkt selber im Kampf gegen rebellische Vasallen und wurde bei der Belagerung von Châlus verwundet. Zusammen zogen sie zu ihrer Mutter nach Chinon, wo Richard an den Folgen seiner Verwundung starb.
Johanna bat darauf um Aufnahme in die Abtei Fontevrault, was eher ungewöhnlich für eine verheiratete und schwangere Frau war, ihr aber dennoch gestattet wurde. Dort starb sie wenig später als Nonne im Kindbett. Sie gebar ein Kind, das noch lang genug lebte, um getauft zu werden, es starb aber nur wenige Tage später und wurde in der Kathedrale von Rouen bestattet. Johanna selbst wurde, wie schon kurz zuvor ihr Bruder, in Fontevrault bestattet.